# Jean-Baptiste Réville
Pour les articles homonymes, voir Réville (homonymie).
 (avril 2013).
Si vous disposez d'ouvrages ou d'articles de référence ou si vous connaissez des sites web de qualité traitant du thème abordé ici, merci de compléter l'article en donnant les références utiles à sa vérifiabilité et en les liant à la section « Notes et références ».
Jean-Baptiste Réville, né en 1767 à Paris, où il est mort en 1825, est un graveur, peintre et dessinateur français. 

## Biographie
Jean-Baptiste Réville est l'élève du graveur Pierre-Gabriel Berthault.
Pratiquant la taille-douce et l'eau-forte, il exécute des planches pour la Description de l'Égypte (1809-1822),. Il collabore avec le dessinateur Jean-Lubin Vauzelle et le graveur Jacques Lavallée.
Il expose au Salon de Paris en 1817.

## Œuvres

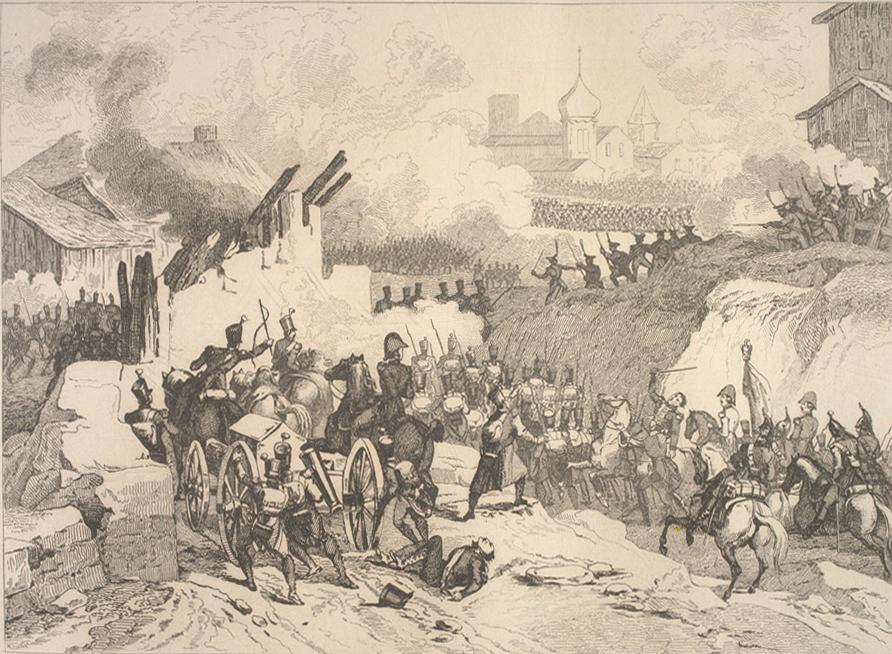
Bataille de Maloïaroslavets, in France militaire.

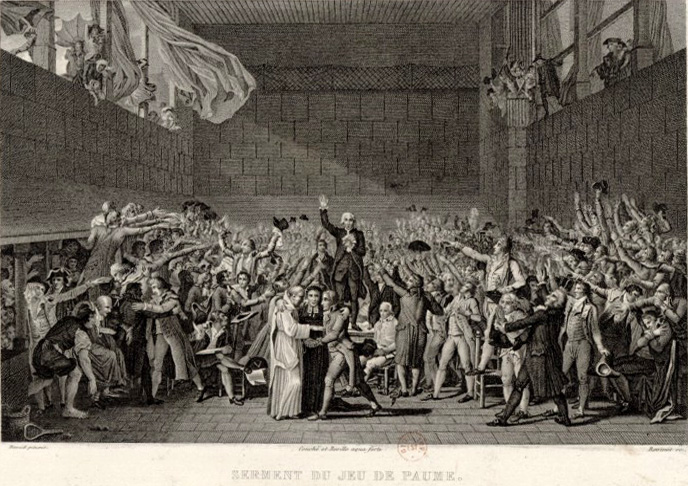
Le Serment du Jeu de paume.

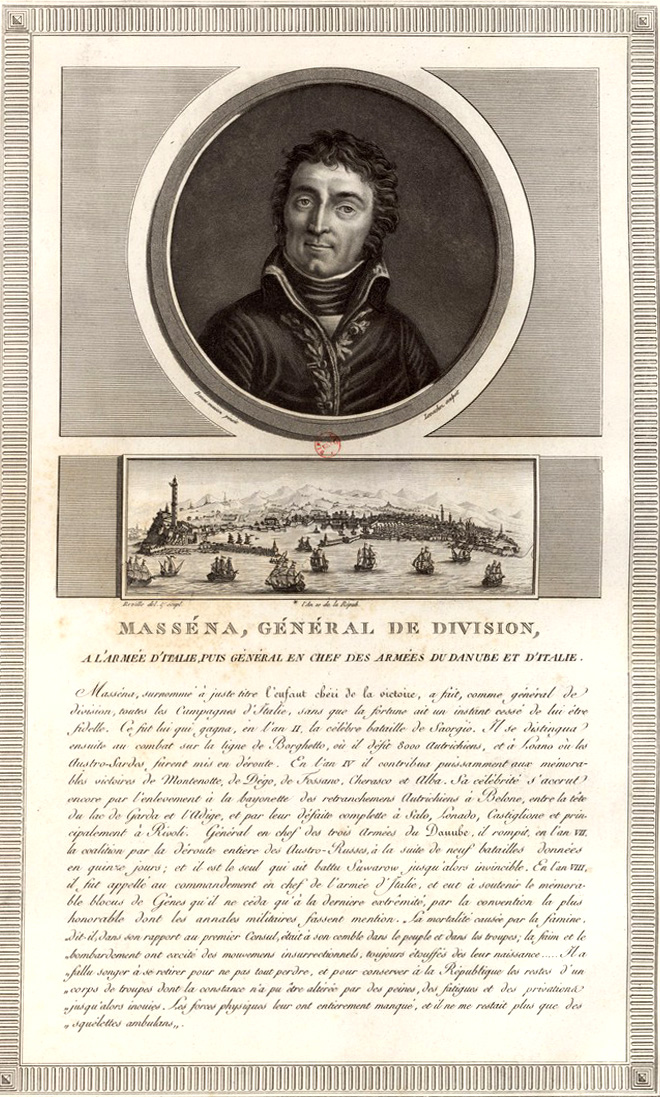
André Massena, général de division.

- Description de l'Égypte : Thèbes. Louqsor. Vue de l’entrée du palais. Les Pyramides de Memphis. 1805-1812[6],[7]
- Les maréchaux d'Empire et généraux de Napoléon : Delzons ; Morand ; Lepic ; Margaron ; Tremintin ; Bisson ; Ypsilanti ; Capo d'Istria ; Vallongue ; Damas ; Bachelu ; Lejeune ; Cambronne ; Daumesnil ; Pryvé ; Brayer ; Murat ; Jérôme Napoléon. Gravure et dessin, 1820 [8],[9]
- Les maréchaux d'Empire et généraux de Napoléon : Duroc ; Lariboisière ; D'Hautpoul ; Caulaincourt ; Prost ; Soulès ; Bertrand ; Lobau ; Poret de Morvan ; Friant ; Desgenettes ; Larrey ; Mortier ; Junot ; Chasseloup Laubat ; Dejean ; Davoust ; Berthier ; Compans ; Colaud ; Baraguey d'Hilliers ; Ricard ; Beker ; Pajol ; Dampierre ; Carnot ; Duc d'Anhalt Bernbourg ; Kleist de Hollendorf. Gravure, dessin par Couché, 1820
- Le serment du jeu de paume[10], gravure réalisée en collaboration avec Edme Bovinet et Jacques Couché d'après le tableau de Jacques-Louis David.
- L'archiduc Charles d'Autriche ; Paul Ier de Russie. Gravure d'après les dessins de Couché. 1820
- L'empereur François Ier d'Autriche ; Archiduc Ferdinand Grand Duc de Wurtzbourg. Gravure et dessin, 1820
- Gravures de paysages : Vue de Digne ; Pont Suspendu à Charleville ; Château de Gisors, Évreux, musée d'Art Histoire et Archéologie[11],[12],[13],[14],[15]
- Gravures de mode française : gravures sur acier colorées à la main, 1850
- Intérieur des arènes d'Arles, 1821
- Louis XVIII, 1820
- L'empereur Pierre Ier du Brésil, 1820
- André Masséna, duc de Rivoli, prince d'Essling, 1801[16]
- Le général Charles Leclerc
- Lucien Bonaparte et Gohie[17]
- Vues pittoresques et perspectives des salles du musée des monuments français (dont des gravures en rapport avec le château de Gaillon [18])
- La Bataille de Trouillas
- Portraits de Valentin Haüy et de Jean Calvin[19]